# 科库斯
科库斯是巴西巴伊亚州的一个市镇。总面积10084.274平方公里，总人口17923人，人口密度1.8人/平方公里。